# Лілі Марлен (книга)
«Лілі Марлен» — збірка віршів українського письменника Сергія Жадана, видана харківським видавництвом «Фоліо» у 2009 році.
Презентація відбулася першого вересня 2009-го, у харківському клубі «Остання барикада».